# Jennifer Lash
Jennifer Anne Mary Alleyne Lash Fiennes (* 27. Februar 1938 in Chichester; † 28. Dezember 1993 in Odstock, Wiltshire) war eine britische Künstlerin und Schriftstellerin. Sie war auch als Jini Fiennes bekannt.

## Leben und Werk
1961 veröffentlichte sie ihre erste Novelle The Burial. 1962 heiratete sie den Fotografen Mark Fiennes. Aus ihrer Ehe gingen die Schauspieler Ralph und Joseph, die Filmemacherinnen Martha und Sophie und der Komponist Magnus Fiennes hervor. Außerdem hatte sie einen Pflegesohn, den Archäologen Michael Emery.
1986 erfuhr sie von ihrer Brustkrebserkrankung. Nach einer Operation pilgerte sie von England über Frankreich nach Santiago de Compostela (Spanien). Lash starb am 28. Dezember 1993 im Alter von 55 Jahren im Kreis ihrer Familie in Odstock, Wiltshire. Auf ihren besonderen Wunsch erfolgte die Bestattung durch die Familie Fiennes selbst: Der selbsthergestellte, blaubemalte Sarg wurde im VW-Bus zum Friedhof gefahren, und die Kinder trugen den Sarg zum Grab.
Jennifer Lashs letztes Buch Blood Ties erschien postum.